# Bilal Başaçikoğlu
Bilal Başacıkoğlu (Zaanstad, 26 marzo 1995) è un calciatore olandese naturalizzato turco, attaccante del Sakaryaspor.

## Carriera
Nella stagione 2013-2014 ha esordito in Eredivisie con l'Heerenveen.
Ottenne la prima convocazione con la Nazionale turca nel novembre 2016 per la gara di qualificazione al mondiale 2018 contro il Kosovo, vinta dai turchi per 2-0, ma senza venire impiegato.

## Palmarès

### Club

#### Competizioni nazionali
- Coppa dei Paesi Bassi: 2

Feyenoord: 2015-2016, 2017-2018
- Campionato olandese: 1

Feyenoord: 2016-2017
- Coppa di Turchia: 1

Trazbonspor: 2019-2020